# Rebecca F. Kuang
Rebecca F. Kuang (chiń. upr. 匡灵秀; chiń. trad. 匡靈秀; pinyin Kuāng Língxiù, ur. 29 maja 1996 w Kantonie) – amerykańska pisarka fantasy chińskiego pochodzenia. Laureatka m.in. nagrody Nebula i Locusa w 2023 r. za powieść Babel, czyli o konieczności przemocy.

## Życiorys
Urodziła się w chińskim mieście Kanton, z którego w wieku czterech lat wyemigrowała z rodzicami do Stanów Zjednoczonych. Ojciec Kuang dorastał w Leiyang, w prowincji Hunan, a jej matka na wyspie Hajnan. Jej dziadek od strony matki walczył dla Czanga Kaj-szeka, a rodzina od strony jej ojca doświadczyła japońskiego podboju Hunan. Rebecca dorastała w Dallas, gdzie w 2013 ukończyła Greenhill School. Po zwycięstwie w ogólnokrajowym turnieju drużyn licealnych w debacie oksfordzkiej rozpoczęła studia na wydziale School of Foreign Service Uniwersytetu Georgetown, gdzie mogła rozwijać swe umiejętności prowadzenia debat. 
Swoją pierwszą powieść zaczęła pisać w wieku 19 lat, gdy w połowie nauki w college’u spędzała gap year w rodzinnych Chinach, pracując jako trenerka debat. W 2016 r. ukończyła warsztaty pisarskie Odyssey, a w 2017 r. uczestniczyła w warsztatach pisarskich organizowanych przez Centrum Badań Fantastyki Naukowej. Jej debiutancka powieść, Wojna makowa, ukazała się w 2018 r. Po ukończeniu studiów w czerwcu 2018 r. zaczęła pracę jako trenerka debat w Kolorado. Dzięki zdobytemu w 2017 r. stypendium Marshalla na rok 2018 kontynuowała studia na University of Cambridge, gdzie uzyskała tytuł magistra sinologii. Jej praca magisterska dotyczyła literatury propagandowej pisarzy z północnego wschodu Chin, podczas drugiej wojny chińsko-japońskiej. Potem studiowała na Uniwersytecie Oksfordzkim.
Debiut Kuang, Wojna makowa, chińskie militarne grimdark fantasy, został wydany przez nowojorskie wydawnictwo HarperCollins w 2018, jako pierwszy tom Trylogii Makowej. Utwór nawiązuje do epizodu z historii Chin – drugiej wojny chińsko-japońskiej i utrzymany jest w klimacie mitów z dynastii Song. Książka spotkała się z pozytywnym przyjęciem, a na łamach magazynu Publishers Weekly pojawiła się recenzja, mówiąca o „mocnym i dramatycznym rozpoczęciem kariery Kuang”. W Polsce Wojnę makową wydało lubelskie wydawnictwo Fabryka Słów.

## Nagrody
Za swą debiutancką powieść Kuang zdobyła nagrody: Williama L. Crawforda za debiut fantasy i Comptona Crooka za najlepszy debiut powieściowy w 2019 oraz Astounding dla nowego pisarza w 2020. Powieść była również nominowana w 2019 do Nebuli w kategorii najlepsza powieść, Locusa w kategorii najlepszy debiut oraz World Fantasy w kategorii najlepsza powieść. Cała trylogia została w 2021 nominowana do nagrody Hugo w kategorii najlepszy cykl. W 2023 r. kolejne dzieło Babel, czyli o konieczności przemocy otrzymało nagrody Nebula dla najlepszej powieści oraz Locusa dla najlepszej powieści fantasy.

## Twórczość

### Trylogia makowa
- Wojna makowa (The Poppy War 2018, wyd, pol. Fabryka Słów 2020, ISBN 978-83-7964-527-5)[24][25]
- Republika smoka (The Dragon Republic 2019, wyd. pol. Fabryka Słów 2020, ISBN 978-83-7964-593-0)[26]
- Płonący Bóg (The Burning God 2020, wyd. pol. Fabryka Słów 2021, ISBN 978-83-796-4647-0)[27][28]

### Inne
- Babel, czyli o konieczności przemocy (Babel, or The Necessity of Violence: An Arcane History of the Oxford Translators Revolution 2022, wyd. pol. Fabryka Słów 2023, ISBN 0-06-302142-0)[29][30] (Nebula 2022, Locus 2023)
- Yellowface (Yellowface 2023, wyd. pol. Fabryka Słów 2023, ISBN 978-83-7964-961-7)[31]